# 혼다 가쓰유키
혼다 가쓰유키(일본어: 本多勝行, 1635년 ~ 1650년)는 에도 시대 전기의 다이묘로서 하리마 히메지 신덴번 제4대 번주, 고리야마 신덴번주이다.
고리야마번 초대 번주 혼다 마사카쓰의 장남이다. 어머니는 노베오카번 제2대 번주 아리마 나오즈미의 딸이다.
| 전임 혼다 마사카쓰 | 제4대 히메지 신덴번 번주 (혼다 가문, 공동 번주: 혼다 다다요시) 1638년 ~ 1639년 | 후임 막부령(마쓰다이라 기요미치) |

|  | 고리야마 신덴번 번주 (혼다 가문 가쓰유키파) 1639년 ~ 1650년 | 후임 후사가 없어 폐번, 영지는 고리야마 번으로 반환됨 (혼다 마사나가) (혼다 마사노부) |